# Savoia-Villars
Quello dei Savoia-Villars fu un ramo cadetto morganatico di Casa Savoia.

## Origini e successioni
Le sue origini risalgono a Filippo II di Savoia, detto Senza terra (1443 – 1497) che ebbe dall'amante Libera Poltronieri, Renato, detto "il Gran Bastardo di Savoia", conte di Villars dal 1497 e conte di Tenda dal 1501, che morì nella battaglia di Pavia del 1525 e che fu il capostipite del ramo Savoia-Villars.
Renato di Savoia-Villars (1470 – 1525), sposò Anna Lascaris di Tenda (1487 – 1554), dalla quale ebbe cinque figli:
- Claudio di Savoia (1507 – 1566), conte di Villars, Tenda e di Sommariva, sposato nel 1534 con Marie des Chabannes, dalla quale ebbe tre figli:
  - Onorato I di Savoia (†1572),  conte di Tenda e di Sommariva, che sposò nel 1558 Clarissa Strozzi; rimasto vedovo, sposò in seconde nozze, nel 1572, Maddalena de La Tour d'Auvergne (1556 – 1580); non ebbe figli o figlie da nessuna delle due consorti;
  - Renata di Savoia (†1576), andata sposa (1554) a Giacomo d'Urfé († 1574), dal quale ebbe 12 discendenti diretti (figli e figlie); nel 1575 vendette i suoi diritti sulla contea di Tenda al Duca di Savoia;
  - Renato di Savoia (†1568), deceduto senza lasciar discendenza

rimasto vedovo, Claudio si risposò ed ebbe dalla seconda moglie un solo figlio, Annibale di Savoia, senza discendenza; rimasto nuovamente vedovo sposò Francesca di Foix dalla quale ebbe due figlie: Anna di Savoia e Maria di Savoia;
- Maddalena (1510 – 1586), baronessa di Montberon, di La Fère-en-Tardenois, di Gandelus e di Saint-Hilaire; andò sposa nel 1527 al maresciallo di Francia Anne, duca di Montmorency;
- Onorato II (1511 – 1580), conte di Villars, di Tenda e di Sommariva (titoli ereditati dal nipote Onorato I), barone di Précigny, ammiraglio e maresciallo di Francia (1571); sposò nel 1540 Giovanna Francesca di Foix, viscontessa di Castillon (†1542), dalla quale ebbe una sola figlia:
  - Enrichetta di Savoia-Villars (1541 – 1611), andata sposa nel 1557 a Giovanni IX di Créquy (1535 – 1557); rimasta vedova nello stesso anno, sposò in seconde nozze, nel 1559, Melchior des Prez, dal quale ebbe otto tra figli e figlie; deceduto Melchior, nel 1576 Enrichetta sposò in terze nozze Carlo di Lorena, duca di Mayenne (1554 – 1611), dal quale ebbe due figli e due figlie;
- Isabella (? – 1587), andata sposa nel 1527 a René de Batanay, conte di Bouchage;
- Margherita (? – 1591), andata sposa nel 1535 al conte di Brienne e Ligny, Carlo II di Luxembourg (†1557), dal quale ebbe quattro figli ed una figlia.

La successione passò quindi ad Onorato II. Nel 1565 Villars fu eretta, a beneficio di quest'ultimo, a marchesato dipendente da Casa Savoia. 
Il ramo si estinse nel 1751.

## Tavola genealogica
|                    |                    |                 |                 |                                                                    |                                                                    |                                                      |                                                      |                            |             |                                               |                                               |                                             |                                |                                |                                                                               |                                                                               |                               |                     |                     |                     |
|                    |                    |                 |                 |                                                                    |                                                                    |                                                      |                                                      |                            |             |                                               |                                               | · Duchi di Savoia                           |                                |                                |                                                                               |                                                                               |                               |                     |                     |                     |
|                    |                    |                 |                 |                                                                    |                                                                    |                                                      |                                                      |                            |             |                                               |                                               |                                             |                                |                                |                                                                               |                                                                               |                               |                     |                     |                     |
|                    |                    |                 |                 |                                                                    |                                                                    |                                                      |                                                      |                            |             |                                               |                                               |                                             |                                |                                |                                                                               |                                                                               |                               |                     |                     |                     |
|                    |                    |                 |                 |                                                                    |                                                                    |                                                      |                                                      |                            |             |                                               |                                               | Renato *1468 †1525 Conte di Tenda 1509-1525 |                                |                                |                                                                               |                                                                               |                               |                     |                     |                     |
|                    |                    |                 |                 |                                                                    |                                                                    |                                                      |                                                      |                            |             |                                               |                                               |                                             |                                |                                |                                                                               |                                                                               |                               |                     |                     |                     |
|                    |                    |                 |                 |                                                                    |                                                                    |                                                      |                                                      |                            |             |                                               |                                               |                                             |                                |                                |                                                                               |                                                                               |                               |                     |                     |                     |
|                    |                    |                 |                 |                                                                    |                                                                    | Claudio 1507-1569 Conte di Tenda e Villars 1525-1569 | Claudio 1507-1569 Conte di Tenda e Villars 1525-1569 |                            |             | Maddalena *1510 †1586 duchessa di Montmorency | Maddalena *1510 †1586 duchessa di Montmorency |                                             |                                |                                | Onorato II 1511-1580 Conte di Villars 1563-1565 Marchese di Villars 1565-1580 | Onorato II 1511-1580 Conte di Villars 1563-1565 Marchese di Villars 1565-1580 | Isabella *? †1587             | Isabella *? †1587   | Margherita *? †1591 | Margherita *? †1591 |
|                    |                    |                 |                 |                                                                    |                                                                    |                                                      |                                                      |                            |             |                                               |                                               |                                             |                                |                                |                                                                               |                                                                               |                               |                     |                     |                     |
|                    |                    |                 |                 |                                                                    |                                                                    |                                                      |                                                      |                            |             |                                               |                                               |                                             |                                |                                |                                                                               |                                                                               |                               |                     |                     |                     |
| Enrico *1537 †1555 | Enrico *1537 †1555 | Renata *? †1576 | Renata *? †1576 | Onorato I 1538-1572 Conte di Tenda e Sommariva del Bosco 1566-1572 | Onorato I 1538-1572 Conte di Tenda e Sommariva del Bosco 1566-1572 | Renato *? †1568                                      | Renato *? †1568                                      | Anna *? †?                 | Anna *? †?  | Annibale *? †?                                | Annibale *? †?                                | Maria *? †?                                 | Maria *? †?                    | Enrichetta *1541 †1611         | Enrichetta *1541 †1611                                                        | Giovanna *? † post 7.XII.1599                                                 | Giovanna *? † post 7.XII.1599 |                     |                     |                     |
|                    |                    |                 |                 |                                                                    |                                                                    |                                                      |                                                      |                            |             |                                               |                                               |                                             |                                |                                |                                                                               |                                                                               |                               |                     |                     |                     |
|                    |                    |                 |                 |                                                                    |                                                                    |                                                      |                                                      |                            |             |                                               |                                               |                                             |                                |                                |                                                                               |                                                                               |                               |                     |                     |                     |
|                    |                    |                 |                 |                                                                    |                                                                    |                                                      |                                                      |                            |             | Enrico *1581 †?                               |                                               |                                             |                                |                                |                                                                               |                                                                               |                               |                     |                     |                     |
|                    |                    |                 |                 |                                                                    |                                                                    |                                                      |                                                      |                            |             |                                               |                                               |                                             |                                |                                |                                                                               |                                                                               |                               |                     |                     |                     |
|                    |                    |                 |                 |                                                                    |                                                                    |                                                      |                                                      |                            |             |                                               |                                               |                                             |                                |                                |                                                                               |                                                                               |                               |                     |                     |                     |
|                    |                    |                 |                 |                                                                    |                                                                    |                                                      | Gaspare *1618 †1697                                  | Gaspare *1618 †1697        |             |                                               |                                               | Francesco *1626 †?                          | Francesco *1626 †?             | Maddalena *? †?                | Maddalena *? †?                                                               |                                                                               |                               |                     |                     |                     |
|                    |                    |                 |                 |                                                                    |                                                                    |                                                      |                                                      |                            |             |                                               |                                               |                                             |                                |                                |                                                                               |                                                                               |                               |                     |                     |                     |
|                    |                    |                 |                 |                                                                    |                                                                    |                                                      |                                                      |                            |             |                                               |                                               |                                             |                                |                                |                                                                               |                                                                               |                               |                     |                     |                     |
|                    |                    |                 |                 |                                                                    |                                                                    |                                                      | Sante fl. 1691                                       | Sante fl. 1691             | Luigi *? †? | Luigi *? †?                                   | Andrea *1660 †1731                            | Andrea *1660 †1731                          | Giacomo *1664 †1735            | Giacomo *1664 †1735            | Enrico *1666 †?                                                               | Enrico *1666 †?                                                               |                               |                     |                     |                     |
|                    |                    |                 |                 |                                                                    |                                                                    |                                                      |                                                      |                            |             |                                               |                                               |                                             |                                |                                |                                                                               |                                                                               |                               |                     |                     |                     |
|                    |                    |                 |                 |                                                                    |                                                                    |                                                      |                                                      |                            |             |                                               |                                               |                                             |                                |                                |                                                                               |                                                                               |                               |                     |                     |                     |
|                    |                    |                 |                 |                                                                    |                                                                    |                                                      | Guglielmo Gaspare fl. 1721                           | Guglielmo Gaspare fl. 1721 |             |                                               |                                               |                                             |                                |                                | Giovanni *1711 † post 1746                                                    | Giovanni *1711 † post 1746                                                    |                               |                     |                     |                     |
|                    |                    |                 |                 |                                                                    |                                                                    |                                                      |                                                      |                            |             |                                               |                                               |                                             |                                |                                |                                                                               |                                                                               |                               |                     |                     |                     |
|                    |                    |                 |                 |                                                                    |                                                                    |                                                      |                                                      |                            |             |                                               |                                               |                                             |                                |                                |                                                                               |                                                                               |                               |                     |                     |                     |
|                    |                    |                 |                 |                                                                    |                                                                    |                                                      |                                                      |                            |             |                                               |                                               |                                             | Giovanni Paolo Abdone *1748 †? | Giovanni Paolo Abdone *1748 †? | Marco Antonio *1751 †?                                                        | Marco Antonio *1751 †?                                                        | Anna Maria *1754 †?           | Anna Maria *1754 †? |                     |                     |